# Сомерсет, Генри, 10-й герцог Бофорт
Генри Хью Артур Фицрой Сомерсет (англ. Henry Hugh Arthur FitzRoy Somerset; 4 апреля 1900, Гамильтон, Ланаркшир, Шотландия, Великобритания — 5 февраля 1984, Лондон, Великобритания) — британский аристократ, 10-й герцог Бофорт с 1924 года (до этого носил титул учтивости маркиз Вустер), кавалер ордена Подвязки и Большого Креста Королевского Викторианского ордена, член Тайного совета Великобритании, обер-шталмейстер Великобритании в 1936—1978 годах. Светский лев, общепризнанный авторитет в вопросах, связанных со скачками и охотой на лис.

## Биография
Генри Сомерсет родился в 1900 году в семье Генри Сомерсета, 9-го герцога Бофорта, и его жены Луизы Эмили Хартфорд и с момента рождения носил титул учтивости маркиз Вустер. Он получил образование в Итоне и в Королевском военном училище в Сандхёрсте, после чего был зачислен в Королевскую конную гвардию, но уже через несколько лет ушёл в отставку в чине лейтенанта. После смерти отца в 1924 году Сомерсет унаследовал его титулы и имущество и занял место в Палате лордов как 10-й герцог Бофорт.
Сомерсет занимал должность обер-шталмейстера Великобритании 42 года (1936—1978), то есть дольше, чем кто-либо другой. Из-за этого его повсеместно называли Мастером, а его автомобиль носил личный номерной знак MFH1. В 1930 году герцог стал кавалером Большого креста Королевского викторианского ордена, в 1936 — членом Тайного совета, в 1937 — кавалером-компаньоном ордена Подвязки. В 1953 году он был награждён Королевской Викторианской цепью. Бофорт занимал посты управляющего Тьюксбери (1948—1984), наследственного хранителя замка Реглан, лорда-лейтенанта Бристоля (1931—1974), верховного управляющего Бристоля, Тьюксбери и Глостершира, лорда-лейтенанта Глостершира (1931—1984), ректора Бристольского университета (1965—1970).
В 1980 году герцог издал книгу «Охота на лис», в 1981 — «Мемуары».
Герцог был женат с 1923 года на Виктории Констанс Мэри Кембриджской, дочери Адольфа Кембриджа, 1-го маркиза Кембриджского, и Маргарет Эвелин Гровенор, двоюродной сестре короля Георга VI, но потомства не оставил. Его наследником стал представитель младшей ветви рода Дэвид Сомерсет.